# VPS37D
VPS37D (англ. VPS37D, ESCRT-I subunit) – білок, який кодується однойменним геном, розташованим у людей на 7-й хромосомі. Довжина поліпептидного ланцюга білка становить 251 амінокислот, а молекулярна маса — 27 730.
| 10         |  | 20         |  | 30         |  | 40         |  | 50         |
| ---------- |  | ---------- |  | ---------- |  | ---------- |  | ---------- |
| MYRARAARAG |  | PEPGSPGRFG |  | ILSTGQLRDL |  | LQDEPKLDRI |  | VRLSRKFQGL |
| QLEREACLAS |  | NYALAKENLA |  | LRPRLEMGRA |  | ALAIKYQELR |  | EVAENCADKL |
| QRLEESMHRW |  | SPHCALGWLQ |  | AELEEAEQEA |  | EEQMEQLLLG |  | EQSLEAFLPA |
| FQRGRALAHL |  | RRTQAEKLQE |  | LLRRRERSAQ |  | PAPTSAADPP |  | KSFPAAAVLP |
| TGAARGPPAV |  | PRSLPPLDSR |  | PVPPLKGSPG |  | CPLGPAPLLS |  | PRPSQPEPPH |
| R          |  |            |  |            |  |            |  |            |

A: Аланін

C: Цистеїн

D: Аспарагінова кислота

E: Глутамінова кислота

F: Фенілаланін

G: Гліцин

H: Гістидин

I: Ізолейцин

K: Лізин

L: Лейцин

M: Метіонін

N: Аспарагін

P: Пролін

Q: Глутамін

R: Аргінін

S: Серин

T: Треонін

V: Валін

W: Триптофан

Задіяний у таких біологічних процесах, як транспорт, транспорт білків. 
Локалізований у мембрані, ендосомах.